# Sungai Gelam (plaats)
Sungai Gelam is een bestuurslaag in het regentschap Muaro Jambi van de provincie Jambi, Indonesië. Sungai Gelam telt 9315 inwoners (volkstelling 2010).